# Unshine
Unshine je finská kapela, jejíž styl je zařazován mezi atmospheric gothic metal. Oni sami označují svůj styl jako druid metal.

## Diskografie

### Alba
- 2005: Earth Magick (Crash Music)
- 2008: Enigma of Immortals
- 2013: Dark Half Rising
- 2018: Astrala

### Dema
- 2002: Promo 2002
- 2003: Promo 2003
- 2004: Promo 2004